# Spirontocaris bispinosa
Spirontocaris bispinosa är en kräftdjursart. Spirontocaris bispinosa ingår i släktet Spirontocaris och familjen Hippolytidae. Inga underarter finns listade i Catalogue of Life.